# Cristina Díaz Fernández-Gil
Cristina Díaz Fernández-Gil (Madrid, 28 de junio de 1962) es una diplomática española. embajadora de España en Kenia (desde 2021), con concurrencia con: Uganda y Somalia.

## Biografía
Tras licenciarse en Ciencias Políticas y en Filología Inglesa, ingresó en la carrera diplomática (1991).
Ha estado destinada en las representaciones diplomáticas españolas en Pakistán, Kenia y Representación Permanente de España ante las Naciones Unidas con sede en Ginebra. Fue subdirectora general de Cooperación con los países del África Subsahariana y Asia (2004-2007).
Ha sido embajadora de España en Costa de Marfil (2007-2011); y en Senegal con concurrencia en Gambia y Sierra Leona (2011-2015). Desde 2021 es la embajadora de España en Kenia.